# Gary Shteyngart
Gary Shteyngart (született: Igor Szemjonovics Stejngart; 1972. július 5. –) orosz származású amerikai író. Öt regény (köztük az Absurdisztán és a Szuperszomorú igaz szerelmi történet) és egy memoár szerzője. Műveinek nagy része szatirikus.

## Fiatalkora
Igor Szemjonovics Stejngart (oroszul: Игорь Семёнович Штейнгарт) a Szovjetunióban született, és gyermekkorának első hét évét a mai Szentpéterváron, Leningrádban – amelyet ő felváltva „Szent Leningrádnak” vagy „Szent Leninburgnak” nevez – egy hatalmas Lenin-szobor által uralt téren töltötte. Zsidó családból származik, anyai nagyszülei orosz etnikumúak, és családját „tipikusan szovjetként” jellemzi. Édesapja mérnökként dolgozott egy LOMO fényképezőgépgyárban, édesanyja zongorista volt. Ötéves korában írt egy 100 oldalas képregényt.
Shteyngart 1979-ben emigrált az Egyesült Államokba, és a New York-i Queensben nevelkedett, ahol nem volt televízió a lakásban, ahol élt, és ahol nem az angol volt a háztartás nyelve. Körülbelül 14 éves koráig orosz akcentussal beszélt.
A New York-i Stuyvesant High Schoolban és az ohiói Oberlin College-ban végzett, ahol 1995-ben politikából szerzett diplomát, diplomamunkáját a volt szovjet köztársaságokról, Grúziáról, Moldováról és Tádzsikisztánról írta.

## Pályája
Az Oberlin után New York-i nonprofit szervezeteknél dolgozott íróként.
Shteyngart az 1990-es évek elején Prágába utazott, és ez az élmény segítette első regényének, Az orosz debütánsnő kézikönyvének (The Russian Debutante's Handbook) születését, amely a fiktív európai városban, Pravában játszódik.
1999-ben, a Hunter College MFA programjára való jelentkezés részeként elküldte első regényének egy részét Chang-Rae Lee-nek, a Hunter College kreatív írói programja igazgatójának. Lee segített Shteyngartnak megszerezni első könyvszerződését. Shteyngart a New York-i City University of New York Hunter College-ban szerzett MFA diplomát kreatív írásból. 2007 őszén ösztöndíjas volt a berlini Amerikai Akadémián. Írásművészetet tanított a Hunter College-ban, jelenleg pedig a Columbia Egyetemen tanít.

## Díjai
Shteyngart munkássága számos díjat kapott. A The Russian Debutante's Handbook elnyerte a Stephen Crane-díjat első regényért, a Book-of-the-Month Club első regényért járó díjat és a National Jewish Book Award szépirodalmi díját. A The New York Times figyelemre méltó könyvnek nevezte, a The Guardian pedig az év egyik legjobb debütáló könyvének.
2002-ben a Shout NY Magazine az öt legjobb új író közé választotta. Az Absurdistan című művét a The New York Times Book Review és a Time magazin az év tíz legjobb könyve közé választotta, a Washington Post, a Chicago Tribune, a San Francisco Chronicle és számos más kiadvány pedig az év könyvének választotta. 2010 júniusában Shteyngartot a The New Yorker magazin a „20 40 év alatti” kiemelkedő szépirodalmi írók közé választotta. A Super Sad True Love Story elnyerte a 2011-es Bollinger Everyman Wodehouse-díjat a képregényirodalomért. Little Failure: A Memoir című memoárja a 2014-es National Book Critics Circle Award (önéletrajz) döntőjébe jutott.

## Munkái
Shteyngart regényei közé tartozik a The Russian Debutante's Handbook (2002) és az  Absurdistan (2006). A Szuperszomorú igaz szerelmi történetet (Super Sad True Love Story, 2010) Paul Giamatti és James Franco főszereplésével készült filmtrailerrel népszerűsítették. Harmincöt évvel azután, hogy kivándorolt az Egyesült Államokba, 2014 januárjában a Random House kiadta a Little Failure: A Memoir-t, és egy James Franco és Rashida Jones főszereplésével készült filmtrailerrel népszerűsítette. A 2018-as Lake Success című könyvét egy Ben Stillerrel közös filmtrailerrel népszerűsítette.
Ötödik regénye, az Our Country Friends (Vidéki barátaink) 2021-ben jelent meg a Random House kiadónál. Ez egy történet barátokról, akik együtt töltik a világjárványt. További írásai jelentek meg a The New Yorker, Slate, Granta, Travel and Leisure, The New York Times, és a The Atlantic című lapokban.

## Mellékszálak
Shteyngart emellett termékeny fülszöveg-írásáról is ismertté vált, ami egy Tumblr weboldalt is ihletett, amely a Collected Blurbs című kötetének szentelt, egy élő felolvasóestnek, és egy tizenöt perces dokumentumfilmet, amelynek narrátora Jonathan Ames.

## Bibliográfia

### Regények
- Shteyngart, Gary. The Russian Debutante's Handbook (2002. július 14.)
- Shteyngart, Gary. Absurdistan (2006. július 14.)
- Shteyngart, Gary. Super Sad True Love Story (2010. július 14.)
- Shteyngart, Gary. Lake Success (2018. július 14.)
- Shteyngart, Gary. Our Country Friends (2021. július 14.)
- Shteyngart, Gary. [announced] Vera, or Faith (2025. július 14.)

### Emlékiratok
- Shteyngart, Gary. Little Failure: A Memoir (2014. július 14.)

### Novellák
- Shteyngart, Gary. Shylock on the Neva (2002. augusztus 26.)
- Shteyngart, Gary. A Love Letter (2006. március 19.)
- Shteyngart, Gary. Lenny Hearts Eunice (2010. június 7.)
- Shteyngart, Gary. The Luck of Kokura (2018. június 18.)

### Esszék és riportok
- Shteyngart, Gary. Teen Spirit (2003. március 10.)
- Shteyngart, Gary. From the Diaries of Pussy-Cake (2013. július 14.)
- Shteyngart, Gary. O.K., Glass: Confessions of a Google Glass Explorer (2013. augusztus 5.)
- Shteyngart, Gary. Time Out: Confessions of a Watch Geek (2017. március 20.)
- Shteyngart, Gary. A Botched Circumcision and Its Aftermath (2021. október 4.)
- Shteyngart, Gary. „Crying Myself to Sleep on the Biggest Cruise Ship Ever”, The Atlantic , 2024. április 4. (angol nyelvű)
- Shteyngart, Gary. A Martini Tour of New York City (2024. április 24.)
- Shteyngart, Gary. The Case for Robert F. KENNEDY Jr. (2024. augusztus 13.)

### Magyarul megjelent
- Orosz rulett kezdőknek (The Russian debutante's handbook) – Konkrét Könyvek, Budapest, 2007 · ISBN 9789637424212 · fordította: Varró Zsuzsa
- Abszurdisztán (Absurdistan) – Cor Leonis, Budapest, 2013 · ISBN 9789639943667 · fordította: Pék Zoltán
- Világvégi barátaink (Our Country Friends) – Európa, Budapest, 2023 · ISBN 9789635047796 · fordította: Sóvágó Katalin

## Magánélete
Shteyngart felesége a koreai származású Esther Won. Van egy fiuk, aki 2013 októberében született. Shteyngart most Manhattan Gramercy negyedében él. Az év hat hónapját egy házban tölti Dutchess megye északi részén, a Hudson folyó völgyében, ahol szinte minden írását végzi.

## Fordítás
- Ez a szócikk részben vagy egészben  a   Gary Shteyngart című angol Wikipédia-szócikk fordításán alapul.  Az eredeti cikk szerkesztőit annak laptörténete sorolja fel. Ez a jelzés csupán a megfogalmazás eredetét és a szerzői jogokat jelzi, nem szolgál a cikkben szereplő információk forrásmegjelöléseként.